# Szúnyogalkatúak
A szúnyogalkatúak vagy fonalascsápú kétszárnyúak, fonalascsápúak (Nematocera) az ízeltlábúak törzsének a rovarok osztályába és a kétszárnyúak (Diptera) rendjébe tartozó alrend.
Karcsú, hosszú csápú és lábú állatok. A csápízek száma 7-65 között változik. A tőíz (scapus) az arcpajzs felső részéhez ízesül. A második csápíz (pedicellus) után következő ízek nagyon hasonlóak (homonom ízek).
Lárváik fejtokja fejlett. A lárva:
- apod,
- eucephalikus vagy
- hemicephalikus.

A lárvák szájkampói vízszintesen mozognak. Bábjuk múmiabáb (pupa obtecta), amely aktívan tudja a helyét változtatni.

## Rendszertani felosztásuk
A rendbe az alábbi alrendágak, öregcsaládok, illetve családok tartoznak:
- Axymyiomorpha alrendág:
  -     - Axymyxidae család.
- csípőszúnyogszerűek alrendága (Culicomorpha):
  - csípőszúnyogszerűek öregcsaládja (Culicoidea):
    - Chaoboridae
    - Corethrellidae
    - csípőszúnyogok (igazi szúnyogok, Culicidae)
    - Dixidae

  - árvaszúnyogszerűek öregcsaládja (Chironomoidea):
    - Ceratopogonidae
    - árvaszúnyogok (Chironomidae)
    - púposszúnyogok (cseszlék, csiklandómuslicák, Simuliidae)
    - Thaumaleidae
- recésmusliformájúak alrendága (Blephariceromorpha):
  - recésmuslicaszerűek öregcsaládja (Blephariceroidea):
    - recésmuslicák (Blephariceridae)
    - Deuterophlebiidae

  - Nymphomyioidea öregcsalád:
    - Nymphomyiidae
- bársonylégyformájúak alrendága (Bibionomorpha):
  - bársonylégyszerűek öregcsaládja (Bibionoidea):
    - bársonylegyek (Bibionidae)
    - Hesperinidae

  - †Fungivoridea öregcsalád
  - Pachyneuroidea öregcsalád:
    - Pachyneuridae

  - †Pleciodictyidea öregcsalád
  - †Protoligoneuridea öregcsalád
  - gyászszúnyogszerűek öregcsaládja (Sciaroidea):
    - Bolitophilidae - - - - - - - - -
    - gubacsszúnyogok (gubacslegyek, Cecidomyiidae, Cecidomyidae)
    - Diadocidiidae
    - Ditomyiidae
    - Keroplatidae
    - Lygistorrhinidae
    - gombamuslicák (Mycetophilidae)
    - †Paraxymyiidae
    - Rangomaramidae
    - gyászszúnyog-félék (Sciaridae)
    - x.

  - x.
- pelyhesmuslicaformájak alrendága (Psychodomorpha):
  - Anisopodoidea öregcsalád:
    - Anisopodidae

  - Scatopsoidea öregcsalád:
    - Canthyloscelididae
    - Scatopsidae
    - Valeseguyidae

  - x
    - Perissommatidae
    - pelyhes muslicák (Psychodidae)
    - Trichoceridae
- Ptychopteromorpha alrendág:
  - Ptychopteroidea öregcsalád:
    - Ptychopteridae
    - Tanyderidae
- lószúnyogformájúak alrendága (Tipulomorpha):
  - lószúnyogszerűek öregcsaládja (Tipuloidea):
    - Cylindrotomidae
    - Limoniidae
    - Pediciidae
    - lószúnyogok (Tipulidae)
    - †Architipulidae
    - †Eolimnobiidae

  - †Eopolyneuridea öregcsalád
  - †Eoptychopteridea öregcsalád
  - †Tanyderophryneidea öregcsalád
  - †Tipulodictyidea öregcsalád.